# 暴行罪
暴行罪（ぼうこうざい）は、刑法第208条に規定されている罪。刑法第27章「傷害の罪」の中に規定が置かれ、広義の傷害罪の一種である。暴行を加えた者が人を傷害するに至らなかったときに暴行罪となる。

## 概説
本罪の保護法益は身体の安全である。暴行罪は暴行を加えた者が人を傷害するに至らなかったときに成立する（刑法第208条）。人の身体を傷害するに至ったときは傷害罪（狭義の傷害罪、刑法第204条）として処断される。

### 暴行と正当業務行為
正当業務行為（刑法第35条）に該当するときには違法性が阻却されるので犯罪は成立しない。暴行が正当業務行為になりうる典型例としてスポーツがある。

## 行為
暴行罪における「暴行」とは、人の身体に向けた有形力の行使を言う。有形力とは物理的な力のことで、典型的には殴る、蹴るなど（暴力）がこれに当たり、その範囲はかなり広い。
判例は、「毛髪を根元から切る」、「着衣を引っ張る」、「お清めと称して食塩をふりかける」、人に対して農薬を散布する、室内で日本刀を振り回す（後述）などを暴行としている。しかし、つばを吐きかけるなどのように、傷害の危険があるとは全く言えない有形力の行使までを暴行として捉えてよいのかどうかについては争いがあり、暴行というためには身体の生理的機能を害する程度の危険のある行為である必要があるとする学説もある。
力学的な力以外の、エネルギーによる暴行が認められるかという点でも争いがあるが、判例はブラスバンド用の太鼓を室内で連打し、被害者を朦朧とさせた事件で音による暴行を認めた（最判昭和29年8月20日刑集8巻8号1277頁）。
催眠術をかける行為については、前述の生理的機能を害する程度の危険のある行為を必要とする学説からは、それは心理的作用に過ぎないため暴行とは言えないとされる。

### 身体的接触の要否
有形力の行使が被害者の身体に現実に接触する必要があるのかどうかという点も問題となる。
例えば、人を狙って石を投げたがたまたま当たらなかった場合である。この場合、暴行罪が成立していないと考えると、暴行の未遂を処罰する規定はないので、不可罰という結論になる。しかし、人に傷害を加える危険のある行為をしている以上、それがたまたま当たらなかったとしても暴行罪の既遂として処罰できるとするのが学説上の多数説であり、そのため、身体的接触は必要ないとされている。
さらに、もともと人の身体を狙ったわけではない有形力の行使についても、判例は暴行罪の成立を認めている。そのような例として、当てるつもりはなく単に脅すつもりで日本刀を振り回したケース（最決昭和39年1月28日刑集18巻1号31頁）や、驚かすために人の数歩手前を狙って石を投げたケース（東京高判昭和25年6月10日高刑3巻2号222頁）、嫌がらせのため並走中の自動車に幅寄せしたケース（東京高判昭和50年4月15日刑月7巻4号480頁）がある。

### 暴行概念の相対性
暴行罪における「暴行」の概念は前述の通りであるが、これは「狭義の暴行」と言われる。暴行の程度は4段階あり、「最広義の暴行」は騒乱罪などの、人や物に向けられた暴行を、「広義の暴行」は公務執行妨害罪などの、人に向けられた間接的な暴行（人の身体に向けられることを要しない）を、「最狭義の暴行」は強盗罪などの、人の反抗を抑圧するに足りる程度の暴行をそれぞれ意味する。

## 法定刑
法定刑は、2年以下の懲役若しくは30万円以下の罰金又は拘留若しくは科料。

## 特別法による加重類型
特別法による加重類型として、暴力行為等処罰ニ関スル法律の集団的暴行罪（第1条）・常習的暴行罪（第1条の3）・集団的暴行請託罪（第3条）、決闘罪ニ関スル件の決闘罪、火炎びんの使用等の処罰に関する法律の火炎びん使用罪などがあり、単なる暴行罪よりも重く処罰される。

## 暴行とその結果の関係
相手方に故意に暴行を加えたところ、意図しない結果として傷害の結果が発生した場合（言わば「暴行致傷」）には、「暴行を加えた者が人を傷害するに至らなかったとき」という刑法第208条の文言には該当しないため、暴行罪としては処罰されない。するとこのとき、傷害の故意はないので過失傷害罪が成立するにとどまる。
しかしこの場合、過失傷害罪の法定刑は「30万円以下の罰金又は科料」となっており、暴行を加えたが傷害結果が発生しなかった際に適用される暴行罪の「2年以下の懲役若しくは30万円以下の罰金又は拘留若しくは科料」に比べて軽い。どちらも暴行の故意がある点では同じであるのに、傷害に至った場合には刑が軽く、傷害に至らなかった場合には重いという不均衡が生じる。
そこで、判例・通説は暴行の故意で傷害の結果が生じた場合には、傷害の故意がなくても、傷害罪を適用できるとしている（最判昭和25年11月9日刑集4巻11号2239頁）。したがって、言わば「暴行致傷」に該当する行為についても傷害罪として処断される。
同様に、故意に暴行を加えたところ、意図しない結果として死亡の結果が発生した場合（暴行致死）については、判例・通説ともに、傷害致死罪を傷害罪の結果的加重犯とする。すなわち、意図した暴行により、意図しない結果として人を傷害し、よって（意図しない結果として）人を死亡させた場合には、傷害致死罪に問われる。
なお、暴行において傷害の結果を意図すればそもそも傷害罪、さらにその上で意図しない結果として死亡の結果が発生した場合には傷害致死罪が成立することは論を待たない。
また、死亡の結果を意図した場合（殺意が認定された場合）には殺人罪が成立する。

### 例
もっとも典型的な例としては、故意に相手を突き飛ばして、（相手方を死傷させる意図は無かったが）結果として死傷したと言う場合である。この場合、突き飛ばされた相手が負傷しなかった場合には暴行罪、負傷した場合には傷害罪、さらに打ちどころが悪かったり、階段などに転落して頭などを打って死亡した場合には、傷害致死罪が適用される。

## マスメディアの用法
マスメディアでは強姦を指して、「暴行」（もしくは「婦女暴行」）と言い換えることが多い。詳細は強姦#語源・表記を参照。